# 伊萬·馬林科維奇
伊萬·馬林科維奇（羅馬化：Ivan Marinković，1993年11月27日—）為塞爾維亞男子籃球運動員，場上主打大前鋒與中鋒位置。

## 國家隊生涯
2012年馬林科維奇入選塞爾維亞U20男子籃球代表隊參加2012年歐洲U20籃球錦標賽；2013年馬林科維奇再度入選塞爾維亞U20國家隊參加2013年歐洲U20籃球錦標賽。

## 外部連結
- 伊萬·馬林科維奇在fiba.basketball（英语）
- 伊萬·馬林科維奇在archive.fiba.com（archived）（英语）
- 伊萬·馬林科維奇在亞得里亞海聯賽（英语）
- 伊萬·馬林科維奇在土耳其籃球超級聯賽（英语）
- 伊萬·馬林科維奇在P. LEAGUE+
- 伊萬·馬林科維奇在Basketball-Reference.com（國際）（英语）
- 伊萬·馬林科維奇在Eurobasket.com（球員）（英语）
- 伊萬·馬林科維奇在RealGM（英语）
- 伊萬·馬林科維奇在Proballers（英语）